# Norra Rudegöl
Norra Rudegöl är en sjö i Karlskrona kommun i Blekinge och ingår i Lyckebyåns huvudavrinningsområde.